# Верещагін Федір Григорович
Федір Григорович Вереща́гін (17 травня 1910, Миколаїв — 13 травня 1996, Вінниця) — український театральний режисер. Народний артист СРСР (1977). Народний артист Української РСР (1960). Кавалер ордена Леніна. Директор Вінницького обласного музично-драматичного театру імені Миколи Садовського з 1944 по 1980. Почесний громадянин Вінниці.

## Життєпис
Народився 17 травня 1910 року в Миколаєві.
У червні 1941 року закінчив режисерський факультет Київського театрального інституту.
У 1941–43 працював художнім керівником фронтової агітбригади Червоноармійського театру при політвідділі 21-ї армії.
У 1943–44 був актором і режисером Ізюмського українського драматичного театру ім. М. Кропивницького.
У 1944 році Федір Григорович був направлений у Вінницю директором театру. Театральне приміщення німці зруйнували при відступі. За активного сприяння Ф.Верещагіна було порушено клопотання про його відбудову. Від перевантаження здоров'я його погіршилось, він переніс операцію і був направлений на лікування до Ізмаїла. Одночасно з лікуванням Федір Григорович збирає акторську групу і започатковує Ізмаїльський театр.

Могила Федора Верещагіна, Підлісне (Центральне) кладовище

У 1948 році Верещагін привозить молодий колектив до Могилева-Подільського. У Вінниці якраз завершується будівництво, і Верещагіна запрошують очолити Вінницький театр. Відбулося злиття двох труп, вінницької та ізмаїльської. 1948 року Федора Верещагіна було призначено директором і головним режисером новоутвореного театру. На цій посаді він працював до 1980 року.
На сцені Вінницького обласного музично-драматичного театру імені Миколи Садовського поставив Шевченкового «Назара Стодолю» (1946), оперу «Катерина» Миколи Аркаса (1956), «Гайдамаки» (за інсценізаціями Леся Курбаса та Василя Харченка, сценічна редакція Верещагіна, 1964).
Режисер здійснив постановки близько 150 вистав. Активно співпрацював з драматургом Миколою Зарудним, поставив більше двадцяти вистав за його творами: «Весна», «Острів твоєї мрії», «Антеї», «Сині роси», «Дороги, які ми вибираємо», «Пора жовтого листя» та ін.
Член КПРС з 1954. У 1977 році за видатні заслуги у розвитку театрального мистецтва Федору Верещагіну присвоєно звання народного артиста СРСР. Він був нагороджений орденами Леніна, Трудового Червоного Прапора, медалями. Ще за життя Федір Верещагін став Почесним громадянином міста Вінниці (1995).
Помер 13 травня 1996 року, за чотири дні до 86-річчя. Похований разом із дружиною на Підлісному (Центральному) кладовищі Вінниці (49°14′12.53″ пн. ш. 28°26′16.04″ сх. д. / 49.2368139° пн. ш. 28.4377889° сх. д.).
Донька — акторка, заслужена артистка УРСР Елеонора Верещагіна (1938—1994).

## Роботи в театрі
Вінницький український музично-драматичний театр імені Миколи Садовського
- 1946 — «Назар Стодоля» за однойменною п'єсою Тараса Шевченка
- 1956 — «Катерина» опера Миколи Аркаса
- 1963 — «Марина» Миколи Зарудного
- 1964 — «Гайдамаки» Леся Курбаса та Василя Харченка

## Вшанування пам'яті
У травні 1997 року на фасаді театру встановлено меморіальну дошку на честь Федора Верещагіна, а одну з вулиць (колишню Театральну) названо його ім'ям.

## Посиланния
- Переміг театр!
- Товчена картопля для… геніїв «Голос України»